# 1930 na arte

## Eventos
- 13 de janeiro - Mickey Mouse aparece pela primeira vez numa tira de Banda Desenhada, com argumento de Walt Disney, desenhos de Ub Iwerks e arte-final de Win Smith. A história Lost on a Desert Island foi distribuída pelo King Features Syndicate.

## Nascimentos
| Data            | Nome                 | Profissão                                                                      | Nacionalidade  | Observações | Ref |
| --------------- | -------------------- | ------------------------------------------------------------------------------ | -------------- | ----------- | --- |
| 10 de janeiro   | Eduardo Alarcão      | pintor                                                                         | Portugal       | m. 2003     |     |
| 13 de fevereiro | Ernst Fuchs          | pintor, desenhista, escultor, arquiteto, cenógrafo, compositor, poeta e cantor | Áustria        |             |     |
| 20 de fevereiro | Jorge Díaz           | arquitecto, pintor e dramaturgo                                                | Argentina      | m. 2007     |     |
| 13 de março     | Günther Uecker       | pintor e escultor                                                              | Alemanha       |             |     |
| 15 de maio      | Jasper Johns         | pintor                                                                         | Estados Unidos |             |     |
| 22 de maio      | Marisol Escobar      | escultora                                                                      | França         |             |     |
| 14 de julho     | José Zaragoza        | pintor e publicitário                                                          | Espanha        |             |     |
| 2 de setembro   | Pedro Olaio          | pintor                                                                         | Portugal       |             |     |
| 3 de setembro   | Daciano da Costa     | arquitecto, pintor, designer e professor                                       | Portugal       | m. 2005     |     |
| 22 de setembro  | Antonio Saura        | artista                                                                        | Espanha        | m. 1998     |     |
| 29 de setembro  | Afrânio Pessoa       | pintor                                                                         | Brasil         |             |     |
| 29 de outubro   | Niki de Saint Phalle | pintora, escultora e cineasta                                                  | França         | m. 2002     |     |
| 11 de dezembro  | Irene Vilar          | escultora                                                                      | Portugal       | m. 2008     |     |
| 25 de dezembro  | Alcino Soutinho      | arquitecto                                                                     | Portugal       | m. 2013     |     |
| ??              | Amalia Avia          | pintora                                                                        | Espanha        |             |     |
| ??              | Pierre Chalita       | pintor, escultor, desenhista, professor e colecionador de arte                 | Brasil         |             |     |
| ??              | Enrique Tábara       | pintor e professor da cultura hispânica pictórica e artística                  | Equador        |             |     |

## Mortes
| Data        | Nome                   | Profissão                             | Nacionalidade                              | Observações | Ref |
| ----------- | ---------------------- | ------------------------------------- | ------------------------------------------ | ----------- | --- |
| 31 de março | António Carneiro       | pintor, ilustrador, poeta e professor | Reino Unido de Portugal, Brasil e Algarves | n. 1872     |     |
| 7 de abril  | Ricardo Acevedo Bernal | pintor e músico                       | Colômbia                                   | n. 1867     |     |
| ??          | Federico Andreotti     | pintor                                | Itália                                     | n. 1847     |     |
| ??          | Francisco dos Santos   | escultor e pintor                     | Reino Unido de Portugal, Brasil e Algarves | n. 1878     |     |

## Prémios
- Prémio Valmor e Municipal de Arquitectura 1930 - Raul Lino da Silva[1].